# 达尔·罗宾森
达尔·艾伦·罗宾森（Dar Allen Robinson，1947年3月26日– 1986年11月21日）是一位美国特技演員。十三岁时，达尔就因為他的蹦床本領登上了《生活》杂志的封面。1973年，他以摩托车特技演员的身份在克林·伊斯威特的电影《緊急搜捕令》中亮相。 
1986年11月21日，他在拍電影時，所骑的摩托车不慎冲下悬崖，他本人因而身亡。